# 클레베르 멘돈사 필류
클레베르 멘돈사 필류(Kleber Mendonça Filho, 1968년 11월 22일 ~ )는 브라질의 영화 감독, 영화 각본가, 프로듀서, 평론가이다. 2025년 영화 《더 시크릿 에이전트》를 통해 칸 영화제 감독상을 수상했다.

## 작품 목록
- 네이버링 사운즈 (2012)
- 아쿠아리우스 (2016)
- 바쿠라우 (2019, 공동 연출)
- 픽처스 오브 고스트스 (2023, 다큐)
- 더 시크릿 에이전트 (2025)